# Polyscias madagascariensis
Polyscias madagascariensis är en araliaväxtart som först beskrevs av Berthold Carl Seemann, och fick sitt nu gällande namn av Hermann Harms. Polyscias madagascariensis ingår i släktet Polyscias och familjen Araliaceae. Inga underarter finns listade.